# Hopea odorata
Hopea odorata Roxb., 1811 è una pianta della famiglia Dipterocarpaceae, diffusa nel sud-est asiatico.

## Descrizione
È una specie sempreverde che può raggiungere l'altezza di 45 m, con fusto del diametro di 120 cm con una corteccia di colore grigio-bruno.

Le foglie sono ovate-lanceolate, alterne, glabre, lunghe 7–14 cm.

I fiori, bianco-giallastri, intensamente profumati, sono riuniti in infiorescenze racemose, terminali o ascellari.

## Biologia
Fiorisce, all'incirca ogni due anni, tra febbraio e aprile. Si riproduce per impollinazione entomofila ad opera di tisanotteri. I frutti giungono a maturazione tra maggio e giugno. La disseminazione avviene ad opera del vento.

## Distribuzione e habitat
La specie è diffusa in India (isole Andamane), Bangladesh, Myanmar, Cambogia, Laos, Thailandia, Vietnam e penisola malese.
Cresce prevalentemente lungo le rive dei corsi d'acqua, dal livello del mare sino a 600 m di altitudine.

## Tradizioni popolari

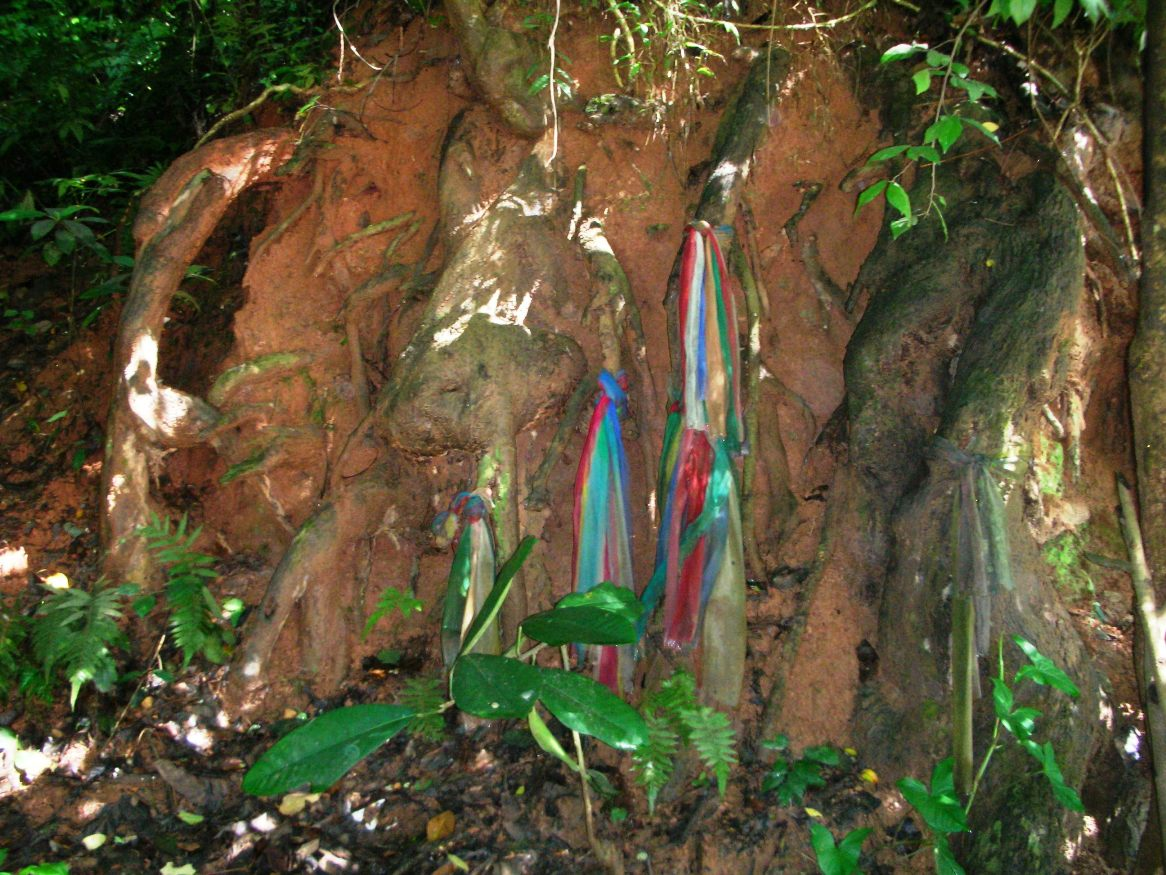
Nastri multicolori intrecciati sulle radici di un vetusto esemplare di Hopea odorata

Nella tradizione popolare thailandese si ritiene che nei tronchi degli alberi di Hopea odorata alberghino delle divinità femminili note com Nang Ta-Khian. Tali alberi, contrassegnati da drappi multicolori, sono considerati sacri.

## Usi
Il legname, molto resistente, è usato per la costruzione di barche, canoe e abitazioni.
Dai fusti di Hopea odorata si estrae una resina vegetale, nota come dammar, usata per la preparazione di vernici, impiastri e adesivi.